# Marta Bitner
Marta Bitner (ur. 1991) – polska aktorka.

## Filmografia

### Filmy
- 2000: Wyrok na Franciszka Kłosa jako Wandzia
- 2001: Wiedźmin jako Ciri, księżniczka Cintry

### Seriale
- 2002: Wiedźmin jako Ciri, księżniczka Cintry
- 2007: Dwie strony medalu jako Ania Kowalska
- 2008: Hotel pod żyrafą i nosorożcem jako Ola Miłobędzka
- 2008: Egzamin z życia (odc. 106)
- 2008: Czas honoru jako Jadzia, wnuczka Maciejewskiego (odc. 4 Przysięga, odc. 7 Wielkanoc '41)
- 2009: Barwy szczęścia jako koleżanka Ady (odc. 313, 315, 316)
- 2010–2011: Licencja na wychowanie jako Wiktoria Leszczyńska
- 2011: Barwy szczęścia jako koleżanka Klary (odc. 618)
- 2012: Lekarze jako tancerka (odc. 1 Na rozdrożu)

### Teatr TV
- 2000: Moja córeczka jako Mała Mireczka